# Szyrkowo (rejon kurczatowski)
Szyrkowo (ros. Ширково) – wieś (ros. деревня, trb. dieriewnia) w zachodniej Rosji, w sielsowiecie kostielcewskim rejonu kurczatowskiego w obwodzie kurskim.

## Geografia
Miejscowość położona jest 8,5 km od centrum administracyjnego sielsowietu kostielcewskiego (Kostielcewo), 22,5 km od centrum administracyjnego rejonu (Kurczatow), 38,5 km od Kurska.
W granicach miejscowości znajduje się 101 posesji.

## Demografia
W 2010 r. miejscowość zamieszkiwało 70 osób.